# Drvanja
Drvanja este o localitate din comuna Benedikt, Slovenia, cu o populație de 184 de locuitori.